# Little Duck Lake
Little Duck Lake är en sjö i Algoma District i provinsen Ontario i den sydöstra delen av Kanada. Little Duck Lake ligger 263 meter över havet. Sjön har sitt utlopp i väster och vattnet rinner vidare en kort sträcka till Loon Lake och därefter till Matinenda Lake. Little Duck Lake tillhör Blind Rivers avrinningsområde.